# Гајићева апотека
Гајићева апотека је грађевина која се налази у улици Светозара Милетића бр. 11, у Панчеву, представља непокретно културно добро као споменик културе.
Зграда је подигнута 1926—1927. године по пројекту панчевачког архитекте Боре Томића, као угаони објекат са пружањем крила дуж улица Светозара Милетића и Димитрија Туцовића, са високим призамљем и спратом. На самом углу високог приземља налази се улаз у апотеку. На спрату на углу се налази полукружни балкон са балустрадом, која се налази и на парапетима прозора поред балкона. Прозори на спрату су лучно засведени са истакнутим парапетним плочама. Изнад централног угаоног дела је атика у виду балустраде са две вазе на високим стопама и две женске фигуре. Зграда је грађен од опеке и кречног малтера. Кров је сложен, са покривачем од бибер црепа. 
Грађевина има уметничке вредности - изразите стилске одлике еклектизма и има значајне просторно-урбанистичке вредности, као и амбијенталне вредности јер представља део амбијенталне целине улице Светозара Милетића.